# Polerowanie
Polerowanie – obróbka wykańczająca, która ma na celu uzyskanie żądanej gładkości/chropowatości i połysku powierzchni przedmiotu polerowanego (z zachowaniem cech geometrii) wykonanego najczęściej z metalu, szkła, tworzyw sztucznych.
Polerowanie dokonywane jest zwykle za pomocą miękkich (filcowych) tarcz i materiałów ściernych (np. past polerskich) lub metodami elektrochemicznymi. Wyróżnia się:
- polerowanie chemiczne
- polerowanie elektrolityczne (elektrochemiczne), elektropolerowanie
- polerowanie hydrodynamiczne (strumieniowe)
- polerowanie ścierne (ręczne lub mechaniczne)
- polerowanie ogniowe (palnikami gazowymi)

## Polerowanie szkła
Wyróżnia się polerowanie przy pomocy:
- Filcu (najszybsze, ale najmniej dokładne)
- Gąbki poliuretanowej, szybkie i bardzo dokładne, ale wymaga precyzyjnych narzędzi.
- Smoły polerskiej (mieszanina kalafonii, wosku pszczelego oraz gipsu), bardzo wolne, bardzo dokładne.
- Tarczy bawełnianej (szybkie i dokładne).
- Palników gazowych.

Środkiem ściernym przy polerowaniu szkła najczęściej jest tlenek ceru(IV) zmieszany z wodą.

## Polerowanie drewna
Polerowanie drewna pozwala usunąć wszelkie niedoskonałości z powierzchni materiału oraz nadać mu odpowiednią fakturę i grubość. Wyróżnia się dwie metody polerowania:
- ręczne (z użyciem papieru ściernego),
- maszynowe (z pomocą specjalistycznych urządzeń).

Ręczne polerowanie drewna wymaga doboru papieru o odpowiedniej gradacji (uziarnieniu). Im większy stopień gradacji papieru, tym większy stopień tarcia, co z jednej strony może skutkować dokładniejszym szlifem, lecz z drugiej zwiększa ryzyko uszkodzenia powierzchni. W rzemiośle o wiele częściej korzysta się z techniki maszynowej, gdyż jest ona o wiele wydajniejsza.